# Stistaite
La stistaite è un minerale.